# エドマンド・ロッジ

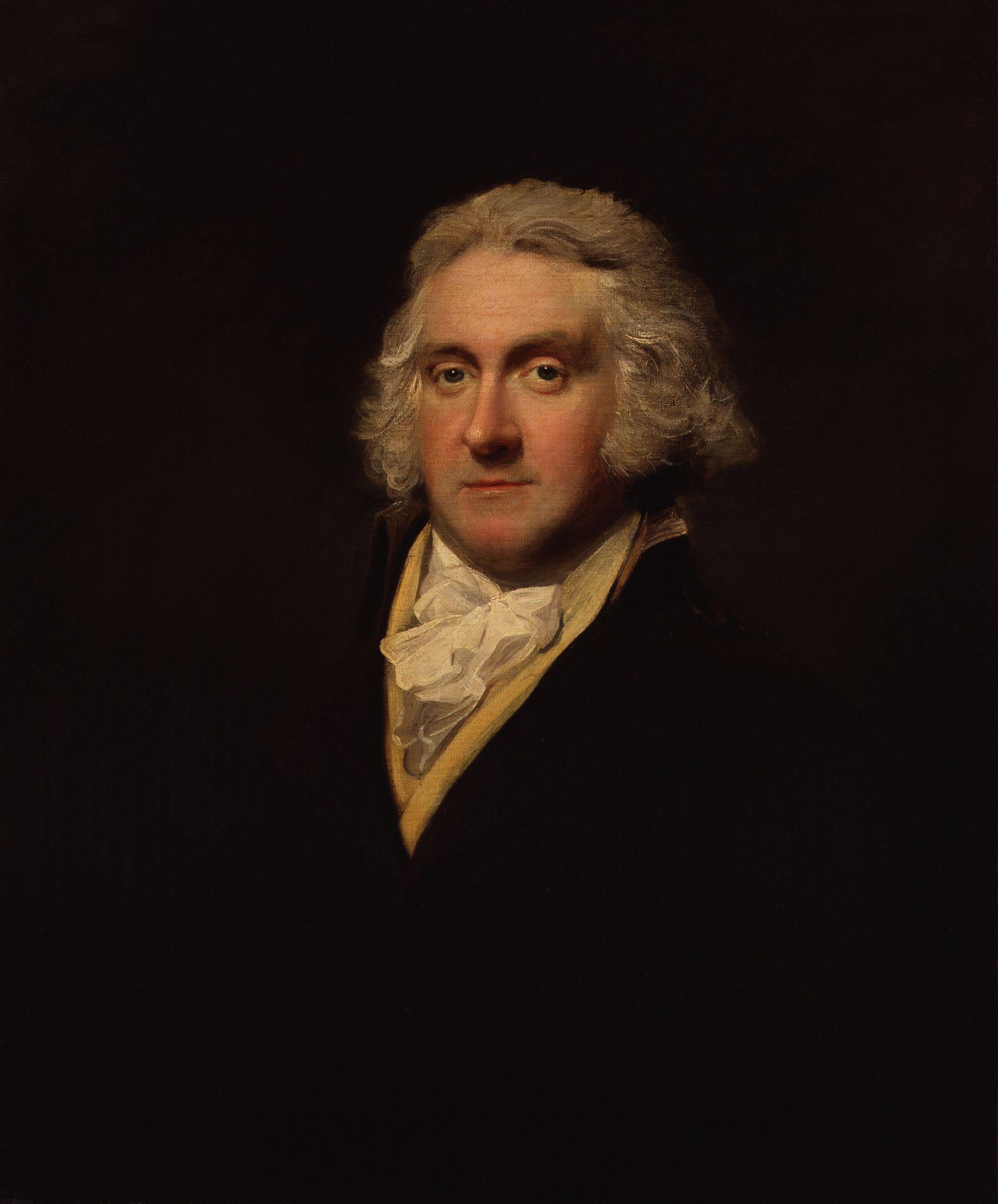
レミュエル・フランシス・アボットによる肖像画、1790年から1795年ごろ。

エドマンド・ロッジ（英語: Edmund Lodge KH FSA、1756年6月13日 – 1839年1月16日）は、イギリスの紋章官、系譜学者。紋章学に関する著作と短編の伝記を著している。一方でよく知られる『ロッジ貴族名鑑』には名前を貸しているだけであり、実際にはイネス姉妹の著作である。

## 生涯
聖職者エドマンド・ロッジ（Edmund Lodge、1729年ごろ – 1781年）と妻メアリー（リチャード・ガラードの娘）の息子として、1756年6月13日にロンドンのポーランド・ストリートで生まれた。1771年11月29日に騎兵少尉として第3(国王所有)竜騎兵連隊に配属され、1772年1月に官報で掲載された。しかし陸軍は肌に合わなかったらしく、1772年10月11日に辞任、11月に官報で掲載された。
1782年2月22日にブルーマントル紋章官補に就任、以降1793年10月29日にランカスター紋章官、1822年6月11日にノロイ統括紋章官、1838年7月30日にクラレンス統括紋章官に昇進した。1787年3月15日、ロンドン考古協会フェローに選出された。1832年にロイヤル・ゲルフ勲章ナイトを授与された。
1808年4月27日、ジェーン・アン・エリザベス・フィールド（Jane Anne Elizabeth Field、1820年5月没、マイケル・フィールド海尉の娘）と結婚したが、2人の間に子供はいなかった。1839年1月16日にブルームズベリー・スクエア2号の自宅で死去、24日にブルームズベリーのセント・ジョージ教会に埋葬された。遺産は姉妹にあたるメアリー・シャーロット・ロッジが相続、うち蔵書は同年3月11日に競売を経て361ポンド4シリング6ペニーで売却された。

## 著述
- Imitations of Original Drawings by Hans Holbein（1792年初版、1812年再版[1]）
- Portraits of Illustrious Personages of Great Britain（1814年 – 1834年、4巻[1]）

この2つの著作はそれぞれハンス・ホルバインの作品とイギリス史の人物の肖像画に、ロッジが書く人物略歴を付した著作である。ウォルター・スコットは1828年にこれらの作品を賞賛した。
- The Genealogy of the existing British Peerage（1832年[1]）

系譜学の著作。それ以外では系図作成を安価で請け負ったり、アン・イネス、イライザ・イネス、マリア・イネス3姉妹が1827年から1829年にかけて著したAnnual Peerageに名義を貸したり（イネス3姉妹が著したが、3姉妹の名前は記載せず、代わりにロッジの名前が著者として記載された）した。この著作は版が重なるうちに『ロッジ貴族名鑑』（Lodge's Peerage）として知られるようになり、ロッジとイネス3姉妹の没後も20世紀初まで同じ名前で出版された。
ほかにもIllustrations of British History, Biography and Manners in the reigns of Henry VIII., Edward VI., Mary, Elizabeth and James I（1791年初版、1838年第2版、全3巻）、Life of Sir Julius Caesar（1810年初版、1827年第2版、全2巻）といくつかの書評を出している。このように多作だったが、遅筆であることと締め切りを破ることで知られた。